# Oberrheintal (huyện)
Huyện Oberrheintal (tiếng Pháp: District du Oberrheintal, tiếng Đức: Bezirk Oberrheintal) là một huyện hành chính của Thụy Sĩ. Huyện này thuộc bang Bang Sankt Gallen. Huyện Oberrheintal có diện tích 97 km², dân số theo thống kê của cục thống kê Thụy Sĩ năm 1999 là 26712 người. Trung tâm của huyện đóng ở Altstätten. Mã của huyện là ?.